# Léo Errera
Léo Abraham Errera (Laken, 4 september 1858 – Ukkel, 1 augustus 1905) was een Belgisch botanicus die internationale erkenning genoot. Levensbeschouwelijk was hij een humanist, republikein en antiklerikaal, die onder meer het antisemitisme bestreed.

## Levensloop
Léo Errera was de oudste zoon van Giacomo Errera en van Marie Oppenheim. Giacomo was de Italiaanse consul-generaal in Brussel en richtte onder meer de Banque de Bruxelles op.
Zijn moeder Marie Oppenheim was gefascineerd door de natuurwetenschappen. Volgens haar waren hij en zijn broer te begaafd om in een gewone school de lessen te volgen en nam het onderwijs van haar zonen Léo en Paul (en hun vrienden) zelf in handen. Na twee jaar atheneum te hebben gevolgd, bleef Léo thuis en kreeg hij privélessen van uitstekende leraars, onder de leiding van Isabelle Gatti de Gamond. Van zijn grootvader Joseph Oppenheim leerde hij Hebreeuws. Hij bleef de banden met de Italiaanse familie behouden en hij deed zijn bar mitzva in Venetië. Al op zestien jaar sprak hij Nederlands, Frans, Italiaans, Duits en Engels. Zijn belangstelling ging uit naar de denkwereld van zijn moeder en niet naar een zakelijke carrière.
In 1874, hij was toen zestien, verschenen twee gedichten van hem, gewijd aan Venetië, in een Anthologie belge. Datzelfde jaar reisde hij naar Parijs, waar hij een lang onderhoud had met Victor Hugo. Vanaf 1877 onderhield hij een correspondentie met Charles Darwin. Vroegrijp bleef hij dus.
In 1874 schreef hij zich in aan de Université libre de Bruxelles (ULB). Hij volgde eerst de kandidatuur wijsbegeerte en letteren, maar de inhoud van de cursussen ontgoochelde hem en hij stapte over naar de faculteit wetenschappen. Hij promoveerde er tot doctor in de natuurwetenschappen (1877) en in de botanische wetenschappen (1879). Hij ging verder studeren aan de Universiteit van Straatsburg bij Anton de Bary en aan het Botanisch Instituut in Würzburg bij Julius von Sachs (1879-1882). Hij promoveerde tot doctor in de wetenschappen met een thesis over spiersuiker in paddenstoelen. Ook nog in 1879 opteerde hij voor de Belgische nationaliteit.
Tussendoor keerde hij regelmatig terug om aan bestuursraden deel te nemen. Zijn vader was eind 1880 overleden en Léo nam diens mandaten in de Société des Chemins de Fer en de Société du Gaz over.
Nadat hij in verschillende laboratoria verdere kennis had opgedaan, was hij zesentwintig toen hij in 1885 docent en kort daarop buitengewoon hoogleraar werd aan de ULB. In 1890 werd hij gewoon hoogleraar. Datzelfde jaar werd hij ook lid van de Koninklijke Academie.
In 1885 trouwde Errera met Eugénie Rose May, met wie hij drie kinderen had: Alfred Errera (1886-1960), Isa (1888-1968) en Louise (1896-1966).
In 1891 schonk de familie Errera aan de universiteit een gebouw naast de Kruidtuin waarin laboratoria konden worden ingericht. Errera stichtte er een Instituut voor Botanica, waarvan hij de directeur werd. Hij ontdekte er de mechanismen waarmee planten zich verdedigen tegen herbivoren. Vanaf 1902 publiceerde hij het Recueil de l'Institut Botanique de Bruxelles.
In 1894 financierde hij mee de expeditie van Adrien de Gerlache naar Antarctica. In 1899 werd hij lid van de "Belgica"-commissie, die de wetenschappelijke bevindingen van de Belgische Antarctische expeditie moest publiceren.
In 1903 publiceerde hij een vernieuwend werk over moleculaire fysiologie, voorloper van de moleculaire biologie. Hij was ook een vernieuwer op het gebied van de cellulaire microchirurgie.
Hij stierf op 47 jaar aan een herseninfarct, tijdens een gezinswandeling in de tuin van het Errerakasteel in Diesdelle. Hij werd begraven in de familietombe aan de Dieweg.
In 1885 was hij getrouwd in Frankfurt met zijn nicht Rose-Eugénie May, dochter van bankier Jules May en Fanny Oppenheim. Zijn weduwe overleefde hem tot in 1934. Zij zorgde voor de publicatie van zijn Volledige Werken. Ze stichtte in 1906 een driejaarlijkse prijs die een origineel werk over biologie bekroonde.

Om de slagen in de wetenschap, moet men twijfelen. Om te slagen in het leven, moet men zeker zijn.
— Léo Errera

## Plantkundige
Errera hield zich aanvankelijk bezig met de plantensystematiek. Onder invloed van Darwin, voor wie hij het vroeg opnam in België, ging hij een meer fysiologische richting uit en begon hij onder meer de bestuiving van planten door insecten te bestuderen (toen een wild idee). Met gesofisticeerde histochemische technieken toonde hij de aanwezigheid aan van de reservestof glycogeen aan in zwammen en deed hij daarna nog andere ontdekkingen in de microchemie (alkaloïden, glucosiden). Een ander interessegebied was de moleculaire structuur van celwanden.
Zijn veelzijdige geest stelde belang in de meest diverse onderwerpen en voegde er niet zelden een historisch-filosofisch perspectief aan toe. Hij riep op tot diepgaandere studie naar de afweermechanismen van planten.

## Joodse inzet
Errera mengde zich ook in maatschappelijke en religieuze debatten.
Hij bleef weliswaar het joodse geloof trouw, maar keerde er zich in de praktijk toch tamelijk van af. In 1886 nam hij om die reden ontslag uit het Joods Consistorium, waarin hij zijn grootvader Oppenheim was opgevolgd en weigerde hij het lidmaatschap van het centraal comité van de Alliance Israélite Universelle, de Israëlitische Wereldalliantie.
Hij bleef niettemin actief Joodse stellingen innemen, onder meer tijdens de Dreyfusaffaire. Hij nam ook de verdediging op zich van de Joden die in Rusland en Roemenië vervolgd werden. Hij publiceerde in de Jewish Encyclopedia een studie over het Brusselse bloedbad onder Joden aangericht in 1370, als bestraffing voor het feit dat hosties waren geprofaneerd met messteken en hadden gebloed. Errera stelde voorop dat de hosties waren aangetast door de microccocus prodigiosus.
Hij produceerde ook meer algemeen geschriften tegen het antisemitisme. Zijn belangrijkste werk was Les Juifs russes. Extermination ou émancipation?, waarvan Engelse, Duitse en andere vertalingen verschenen.

## Mecenaat
- Errera schonk het Institut botanique bij testament aan de ULB.
- Hij richtte de driejaarlijkse Prix Léo Errera op, uitgereikt door de Koninklijke Belgische Botanische Vereniging.
- Hij liet 25.000 frank na aan de Koninklijke Academie voor Wetenschappen, Letteren en Schone Kunsten van België voor een prijs in biologie (uitgereikt vanaf 1906 en eveneens naar hem vernoemd).

## Eerbetoon
- Het Errerakanaal op Antarctica (tussen Grahamland en het Rongé-eiland, 64°42' Z 62°36' W) is door Adrien de Gerlache naar Léo Errera vernoemd.
- Ook de Errerakaap (64° 55' Z, 63° 37' W) in het Palmerarchipel is opgedragen aan de genereuze sponsor van de expeditie.
- In 1913 vernoemde de gemeente Ukkel een straat naar hem.

## Publicaties (selectie)
- Sur le glycogène chez les Basidiomycètes, Brussel, F. Hayez, 1886
- Un ordre de recherche trop négligé. L'efficacité des structures défensives des plantes, in: Bull. Soc. roy. Bot. Belg., vol. 25, 1886, blz. 86-104
- Sur la distinction microchimique des alcaloides et des matières protéiques, 1889
- Les Juifs en Russie, Extermination ou émancipation? (met een inleiding van Theodor Mommsen), Brussel, C. Muquardt, 1893
- The Russian Jews, London, 1894
- "A propos de la conférence de M. Raoul Pictet sur le libre arbitre en face de la physique contemporaine. Deux mots", in: Revue universitaire, III, 1893, nr. 7, blz. 261-267
- Planches de physiologie végétale, 1897 (met Emile Laurent)
- Existe-t-il une Force Vitale?, 1897 (zesde uitgave in 1902)
- "Six sermons sur les juifs", in: Le Siècle, 27 december 1898.
- A propos de l'Eglise et de la Science. Réponse à un vitaliste, Brussel, 1898.
- Les massacres de Kichinev, Brussel, 1903.
- La brochure du marquis Agénor ou le manuel du parfait antisémite, Brussel, 1903.
- L'évolution et l'Eglise, Brussel, 1904.
- Une leçon élémentaire sur le Darwinisme, Brussel, Lamertin, 1904
- Recueil d'œuvres de Léo Errera, Brussel, H. Lamertin, 5 delen, 1908–1922.
- Errera publiceerde artikels en kronieken in L'Indépendance belge, La Flandre libérale, La Liberté, La Revue de l'Université de Bruxelles, Le Siècle.